# Debaltseve
Debaltseve (ukrainska: Дебальцеве; ryska: Дебальцево) är en stad nordöst om Donetsk i Donetsk oblast i östra Ukraina med omkring 24 000 invånare. Staden, som grundades 1878, är en viktig väg- och järnvägsknut mellan Donetsk och Luhansk.

## Slaget om Debaltseve
Under konflikten i östra Ukraina led ukrainska armén i februari 2015 ett nederlag mot de proryska separatisterna, där minst 179 dog och ett 80-tal saknas. ukrainska soldater skadades efter att staden hade varit belägrad och utsatt för tung artilleribeskjutning under flera veckor, vilket ledde till att den ukrainska armén tvingades lämna staden den 18 februari. Den ukrainska arméledningen har i Ukraina fått hård kritik och ses av många ukrainare som inkompetent. Uppgifterna om hur reträtten gick till går isär. Flera ukrainska soldater har beskrivit hur de flydde för sina liv, medan president Petro Porosjenko vidhåller att reträtten var beordrad och organiserad.

## Demografi
Modersmål enligt den ukrainska folkräkningen 2001.
- Ryska 81,5%
- Ukrainska 16,9%
- Romani 0,3%
- Vitryska 0,1%